# Vietnamochloa aurea
Vietnamochloa aurea là một loài thực vật có hoa trong họ Hòa thảo. Loài này được Veldkamp & R.Nowack miêu tả khoa học đầu tiên năm 1995.